# Christopher Baillieu
Christopher Latham Baillieu (Marylebone, 12 de diciembre de 1949) es un deportista británico que compitió en remo.
Participó en dos Juegos Olímpicos de Verano en los años 1976 y 1980, obteniendo una medalla de plata en Montreal 1976 en la prueba de doble scull. Ganó cuatro medallas en el Campeonato Mundial de Remo entre los años 1974 y 1978, y una medalla en el Campeonato Europeo de Remo de 1973.

## Palmarés internacional
| Juegos Olímpicos   | Juegos Olímpicos          | Juegos Olímpicos  | Juegos Olímpicos |
| Año                | Lugar                     | Medalla           | Prueba           |
| ------------------ | ------------------------- | ----------------- | ---------------- |
| 1976               | Montreal (Canadá)         | Medalla de plata  | Doble scull      |
| Campeonato Mundial |                           |                   |                  |
| Año                | Lugar                     | Medalla           | Prueba           |
| 1974               | Lucerna (Suiza)           | Medalla de bronce | Doble scull      |
| 1975               | Nottingham (Reino Unido)  | Medalla de bronce | Doble scull      |
| 1977               | Ámsterdam (Países Bajos)  | Medalla de oro    | Doble scull      |
| 1978               | Cambridge (Nueva Zelanda) | Medalla de plata  | Doble scull      |
| Campeonato Europeo |                           |                   |                  |
| Año                | Lugar                     | Medalla           | Prueba           |
| 1973               | Moscú (URSS)              | Medalla de bronce | Doble scull      |